# Station Tommerup
Station Tommerup is een station in Tommerup in de  Deense gemeente  Assens. Tommerup  is geopend op 12 juli 1876. Het huidige stationsgebouw dateert uit 1883 en is een ontwerp van Thomas Arboe. Het is een beschermd monument.
Tommerup ligt aan de spoorlijn van Nyborg naar Fredericia, de hoofdverbinding tussen Kopenhagen en Jutland. Het station wordt alleen aangedaan door regiotreinen, de Intercity's passeren zonder stop. In het verleden was er een aansluitende verbinding met Assens, maar die lijn is sinds 1965 gesloten voor personenvervoer.